# Giambattista Basile

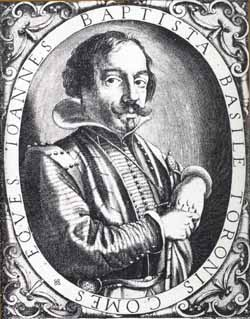
Giambattista Basile.

Giambattista Basile, född 1566 eller 1575, död 23 februari 1632, var en neapolitansk diktare, hovman och sagosamlare. Han verkade som soldat och förvaltare hos ett antal olika italienska furstar, bland annat dogen i Venedig. Han gav ut flera betydelsefulla utgåvor av diktare från senrenässansen och skrev egen poesi i Giambattista Marinis stil. Han är mest ihågkommen för sin sagosamling Lo cunto de li cunti ovvero lo trattenemiento de peccerille ("sagornas saga eller underhållning för de små"), senare även känd som Il pentamerone. Den består av en ramhandling och 49 sagor på neapolitansk dialekt. Flera av sagorna är de äldsta kända uppteckningarna av sagor som senare blev ikoniska hos Charles Perrault och bröderna Grimm, som Askungen, Rapunzel, Mästerkatten i stövlar, Törnrosa och Hans och Greta. Samlingen gavs ut postumt i två volymer 1634 och 1636 under pseudonymen Gian Alesio Abbatutis på initiativ av Basiles syster Adriana Basile.